# 三重用水
三重用水（みえようすい）は、鈴鹿山系の水を、三重県の桑名市などの北勢地方の農業用水（最大5.99m3/s）、水道用水（最大0.688m3/s）、工業用水（最大0.194m3/s）に供給している水資源機構の総合的な利水事業。

## 概要
員弁川や木曽川水系の牧田川など8つの渓流から取水し、中里貯水池や菰野調整池など5つのダムに一旦貯め、受益地域に水が足りない時に補給している。また、幹線水路が受益地域のいちばん高い所を流れているので、末端の施設まで自然流下が可能である。
技術的な特徴として、アースダムとしては日本最大級の規模（堤高（H=46.5m）、有効貯水容量（16百万m3））である中里ダム、急流に設けられたチロルII型を主とする渓流取水工や国定公園内では地下に構造物を設けた御幣川取水工、ディスクバルブで自動調節するセミクローズドパイプライン、末端バルブでは自動給水栓で給水する農業用水などがある。

## 沿革
- 1951年（昭和26年）10月：農林省木曽川水系総合農業水利事務所が三重用水の調査開始。
- 1964年（昭和39年）4月：国営三重用水土地改良事業殿対実施設計に着手。
- 1965年（昭和40年）12月：国営三重用水土地改良事業着工地区として採択。
- 1966年（昭和41年）8月：三重用水土地改良区設立認可。
- 1971年（昭和46年）3月：農林省から事業継承し、三重用水建設所発足。
- 1972年（昭和47年）3月：中里ダム着工、幹線水路着工。
- 1977年（昭和52年）3月：中里ダム完成。
- 1980年（昭和55年）3月：宮川調整池完成。
- 1983年（昭和58年）1月：員弁幹線水路着工。
- 1983年（昭和58年）6月：幹線水路中里ダムから宮川ダム間完成。
- 1983年（昭和58年）2月：加佐登調整池完成。
- 1984年（昭和59年）4月：農業用水暫定通水開始。
- 1986年（昭和61年）4月：多度工業用水暫定通水開始。
- 1987年（昭和63年）3月：幹線水路宮川ダムから弓削分水工まで全線完成。
- 1989年（平成元年）7月：打上調整池完成。
- 1989年（平成元年）10月：菰野調整池完成。
- 1991年（平成3年）4月：水道用水暫定通水開始。
- 1993年（平成5年）4月：三重用水管理所発足。